# Bøsdalafossur

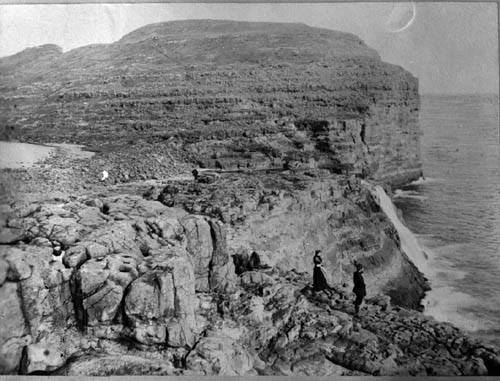
Bøsdalafossur photographié en 1899

Bøsdalafossur est une chute côtière des îles Féroé qui s'écoule du lac Sørvágsvatn/Leitissvatn pour se jeter dans l'océan Atlantique. Elle est haute de 30 mètres,.